# Перес де Айала, Рамон
Рамо́н Пе́рес де Айа́ла (исп. Ramon Pérez de Ayala; 9 августа 1880, Овьедо — 5 августа 1962 года, Мадрид) — испанский писатель и журналист.

## Биография
Родился в Овьедо, окончил юридический факультет. В 1904 году дебютировал книгой стихов «Paz del sendero», с 1910 года развивает интенсивную деятельность в качестве романиста. В своих романах, отмеченных чертами формального новаторства, Перес де Айала отказывается от постановки широких общественных и иных вопросов, волновавших его предшественников, пытаясь заполнить свои произведения психологическими размышлениями, носящими абстрактный характер или вращающимися вокруг отдельной человеческой личности.
Блестящее мастерство речи, игра художественными приёмами приобретают у Перес де Айалы самодовлеющее значение, отодвигая на задний план как идеологические, так и сюжетные задания.
Первым крупным произведением явился роман «Ad Maiorem Dei Gloriam» (1910), в котором он дал самую жестокую критику воспитательной системы иезуитов. Однако при этом он не занимает никакой определённой позиции, его критика лишена ясно выраженной целеустремлённости. Ту же игру положениями, психологическими и философскими построениями мы видим и в «Лисьей лапе» (La pata de la rapoza, 1912) и в особенности в «Белармино и Аполлонио» (Belarmino у Apolonio, 1919), романе, считающемся лучшим его произведением. Автор выводит двух сапожников, раскрывающих перед читателем два мировоззрения — трагическое и стоическое; однако, играя парадоксами и противопоставлениями, он не становится ни на одну из спорящих сторон и не обнаруживает своей точки зрения. Подобное бегство от определённого мировоззрения в область парадоксов и узко формального мастерства свидетельствует об идейной опустошённости Переса де Айалы, характерной для многих буржуазных писателей.

### Лирика
- La paz del sendero (1904)
- El sendero innumerable (1916)
- El sendero andante (1921).

### Эссе
- Hermann encadenado. Libro del espíritu y el arte italiano (1917)
- Las máscaras (1917—1919)
- Política y toros (1918)
- Amistades y recuerdos (1961)
- Fábulas y ciudades (1961).

### Рассказы
- Sonreía (1909)
- Tinieblas en las cumbres (1907)
- A. M. D. G. (1910)
- La pata de la raposa (1911)
- Troteras y danzaderas (1913)
- Prometeo, Luz de domingo y La caída de los limones (1916)
- Bajo el signo de Artemisa (1924)
- El ombligo del mundo (1924)
- Los trabajos de Urbano y Simona (1923)
- Belarmino y Apolonio (1921)
- Tigre Juan y El curandero de su honra (1926).